# Jeanne Perrin
 (mai 2024).
Jeanne Perrin, née à Winterthour le 28 mars 1975, est une écrivain vaudoise.

## Biographie
Jeanne Perrin travaille à la billetterie du Théâtre de Vidy depuis 2000. Collaborant à divers événements (Festival de la cité de Lausanne, Paléo Festival Nyon, agence Arts & Action, Ensemble vocal de Lausanne, elle se met à écrire des chroniques.
En 2005, Les trois châteaux, son premier roman, raconte les aventures de jeunes héros à travers Lausanne. En 2009, avec Chroniques d'outre-scène, elle jette un œil tendre et amusé sur le petit monde des coulisses dans lequel elle évolue.
Parallèlement à ces publications, Jeanne Perrin travaille à "La Noire essence", un cycle de fantasy placé dans un monde hérité d'une série de Jeu de rôle grandeur nature organisés dans le Canton du Jura, en Suisse,.

### Chroniques d'outre-scène
- Chroniques d'outre-scène, chez Paulette Éditrice à Lausanne, en 2009
- Chroniques d'outre-scène, acte II, chez Paulette Éditrice à Lausanne, en 2011
- Chroniques d'outre-scène, acte III, chez Paulette Éditrice à Lausanne, en 2017
- Chroniques d'outre-scène 1997-2020, chez Hélice Hélas à Vevey, en 2021

### La Noire essence
- Nombre premier de la Noire essence, Nuit nimraokhen, chez PVH Éditions à Neuchâtel, en 2024
- Nombre deuxième de la Noire essence, Le treizième nom, chez PVH Éditions à Neuchâtel, en 2025
- Interludes premiers de la Noire essence, Le phare de Capernam, chez PVH Éditions à Neuchâtel, en 2025
- Interludes deuxièmes de la Noire essence, Toujours la même bataille, chez PVH Éditions à Neuchâtel (à paraître en septembre 2025)

## Sources
- « Jeanne Perrin », sur la base de données des personnalités vaudoises sur la plateforme « Patrinum » de la Bibliothèque cantonale et universitaire de Lausanne.
- Les trois châteaux, 4e de couverture
- http://archives.24heures.ch/VQ/LAUSANNE/-/article-2006-03-814/a-quoi-penses-tu-jeanne
- Chroniques d’outre-scènes, chroniques de Jeanne Perrin | magazine féminin suisse | Rubriques: mode, beauté, forme, cuisine, femmes d'ci, concours, déco, psycho, famille.
- Jeanne Perrin page de l'autrice chez PVH Éditions
- Avec "Nuit nimraokhen" de Jeanne Perrin, la Suisse romande a sa fantasy  émission du podcast QWERTZ de la RTS Première